# هشام العبيدي
هشام العبيدي مواليد 20 مارس 1988، هو لاعب كرة يد سعودي يلعب كظهير وسط. مثل نادي الوحدة (السعودية) ومنتخب السعودية لكرة اليد.

## سجل المنافسة
شارك في البطولات التالية:
- بطولة العالم لكرة اليد للرجال 2015
- بطولة العالم لكرة اليد للرجال 2017